# Gens Òpia
La gens Òpia (en llatí: Oppia gens) va ser una gens romana d'origen plebeu. Pertanyien a la tribu Terentina, i eren de força antiguitat i importància.
Un integrant de la família, Espuri Opi Còrnicen, va ser membre del segon decemvirat l'any 450 aC i anteriorment ja apareix una verge vestal de nom Òpia l'any 483 aC, tot i que és estrany que una plebea ocupés aquest lloc en temps tan antics.
Cap dels membres de la família va arribar al consolat, però la família va existir fins als inicis de l'imperi. Van usar els cognomens Capitó, Cornicen i Salinator, però molts membres no portaven cap cognom.
Alguns membres destacats de la família van ser:
- Marc Opi, tribú militar el 449 aC.
- Gai Opi, tribú de la plebs el 449 aC.
- Gai Opi, tribú de la plebs el 215 aC.
- Vèstia Òpia, dama aliada dels romans a la Segona Guerra Púnica.
- Gai Opi, prefecte dels aliats romans el 201 aC.
- Luci Opi Salinàtor, tribú de la plebs el 197 aC i pretor el 191 aC.
- Quint Opi, general romà del segle i aC.
- Opi Cares, gramàtic del segle i aC.
- Opi Cornicí, senador del segle i aC.
- Opi, pretor d'Acaia vers el 80 aC.
- Publi Opi, qüestor a Bitínia el 74 aC.
- Gai Opi, escriptor i amic íntim de Juli Cèsar.
- Marc Opi, edil el 37 aC.
- Opi Estacià, llegat de Marc Antoni el 36 aC.
- Marc Opi Capitó, militar romà propretor el 36 aC.
- Opi Sabí, militar romà del segle i dC.